# Коткоглави змии
Коткоглавите змии (Leptodeira) са род влечуги от семейство Смокообразни (Colubridae).
Таксонът е описан за пръв път от австрийския зоолог Леполод Фицингер през 1843 година.

## Видове
- Leptodeira annulata
- Leptodeira bakeri
- Leptodeira discolor
- Leptodeira frenata
- Leptodeira maculata
- Leptodeira nigrofasciata
- Leptodeira polysticta
- Leptodeira punctata
- Leptodeira rhombifera
- Leptodeira rubricata
- Leptodeira septentrionalis
- Leptodeira splendida
- Leptodeira torquata
- Leptodeira uribei